# 黎巴嫩 (賓夕法尼亞州)
黎巴嫩（英語：Lebanon，/ˈlɛbnən/），原稱施泰茨敦（英語：Steitztown）是美国宾夕法尼亚州東南部黎巴嫩县的一個城市，面積10.9平方公里。2020年時共有人口26,814人。
1820年2月21日設鎮，1885年11月25日設市。